# Hamelin de Ballon

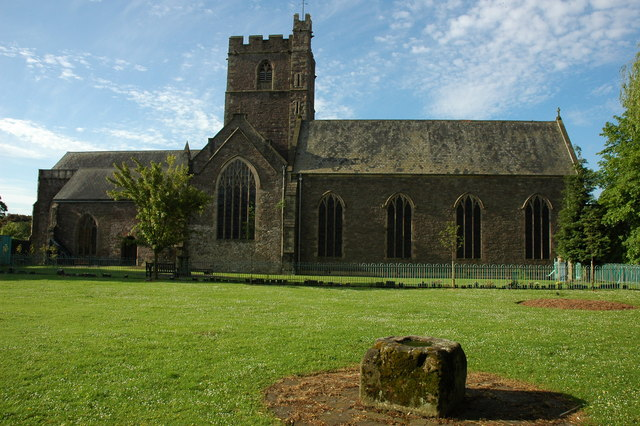
Die ursprünglich von Hamelin de Ballon gestiftete Kirche St Mary in Abergavenny

Hamelin de Ballon oder Balun († 1089) war ein normannischer Adliger. Gegen Ende des 11. Jahrhunderts eroberte er die Region von Abergavenny in Südostwales.

## Leben
Hamelin stammte vermutlich aus dem nordfranzösischen Dorf Ballon. Zusammen mit seinen Brüdern Wynoc und Wynebald kam er im Gefolge Wilhelm des Eroberers nach 1066 nach England. und erhielt die Herrschaft Much Marcle in Herefordshire. Unter König Wilhelm Rufus eroberte er das obere Gwent und errichtete zum Schutz seiner Eroberungen und als Mittelpunkt seiner neuen Herrschaft Abergavenny Castle. 1087 gründete er das Benediktiner-Priorat St Mary, dessen Kirche die heutige Pfarrkirche St Mary in Abergavenny ist.
Da Hamelin keine männlichen Nachkommen hinterließ, fiel Abergavenny nach seinem Tod an seinen Neffen Brian FitzCount. Seine Tochter Emmelind erbte die Herrschaft Much Marcle und heiratete Reginald de Breteuil, einen Sohn von Roger de Breteuil, 2. Earl of Hereford, der den Namen de Balun annahm. Eine illegitime Tochter Hamelins heiratete Dyfnwal, den walisischen Fürsten von Upper Gwent, ihr Sohn war der Fürst Seisyll ap Dyfnwal.